# نواینچا (خونین)
نواینچا (به اسپانیایی: Ñawinqucha) یک دریاچه در پرو است که در Peru واقع شده‌است.